# جان سایر
جان سایر (انگلیسی: John Sayre؛ زادهٔ ۱ آوریل ۱۹۳۶) قایقران روئینگ اهل ایالات متحده آمریکا بود.
وی در مسابقات کشوری و بین‌المللی در مجموع برندهٔ ۱ مدال طلا شده‌است.